# Botjärnen (Västra Ämterviks socken, Värmland)
Botjärnen är en sjö i Sunne kommun i Värmland och ingår i Göta älvs huvudavrinningsområde. Sjön har en area på 0,0808 kvadratkilometer och ligger 168 meter över havet.

## Delavrinningsområde
Botjärnen ingår i det delavrinningsområde (661569-134415) som SMHI kallar för Utloppet av Rinnen. Medelhöjden är 158 meter över havet och ytan är 55,24 kvadratkilometer. Det finns ett avrinningsområde uppströms, och räknas det in blir den ackumulerade arean 94,83 kvadratkilometer. Vitsandsälven (Vadälven) som avvattnar avrinningsområdet har biflödesordning 4, vilket innebär att vattnet flödar genom totalt 4 vattendrag innan det når havet efter 314 kilometer. Avrinningsområdet består mestadels av skog (71 procent). Avrinningsområdet har 5,18 kvadratkilometer vattenytor vilket ger det en sjöprocent på 9,4 procent.